# Pseudocryptopone
Pseudocryptopone é um gênero de insetos, pertencente a família Formicidae.